# Episodi di Snow Black
La prima stagione di Snow Black è stata trasmessa dal 14 marzo al 25 marzo 2022 sul canale Rai Gulp.
| nº | Titolo                           | Prima TV      |
| -- | -------------------------------- | ------------- |
| 1  | S.O.S.                           | 14 marzo 2022 |
| 2  | Dylan                            | 15 marzo 2022 |
| 3  | Gli occhi piangenti              | 16 marzo 2022 |
| 4  | ospitalitàblu                    | 17 marzo 2022 |
| 5  | La festa di benvenuto            | 18 marzo 2022 |
| 6  | Prima che qualcuno se ne accorga | 21 marzo 2022 |
| 7  | Transit                          | 22 marzo 2022 |
| 8  | Pioggia e tramonti               | 23 marzo 2022 |
| 9  | I segreti di Caterina            | 24 marzo 2022 |
| 10 | Alla fine                        | 25 marzo 2022 |